# Yamaha
 (décembre 2022).
Si vous disposez d'ouvrages ou d'articles de référence ou si vous connaissez des sites web de qualité traitant du thème abordé ici, merci de compléter l'article en donnant les références utiles à sa vérifiabilité et en les liant à la section « Notes et références ».
« Yamaha » redirige ici. Pour le fabricant de moto Yamaha, voir Yamaha Motor Company.
Yamaha (ヤマハ株式会社, Yamaha kabushiki-gaisha) ou Yamaha Corporation est un conglomérat japonais opérant dans de nombreux domaines, parmi lesquels les instruments de musique (son activité première), les motos, les motoneiges, les scooters des mers, les moteurs, les circuits intégrés et les appareils électroniques grand public. Elle a été fondée en 1887 par un horloger pour la fabrication d'orgues, Torakusu Yamaha, mais s'est diversifiée à partir de la Seconde Guerre mondiale. Elle est devenue, depuis, une multinationale.

## Histoire

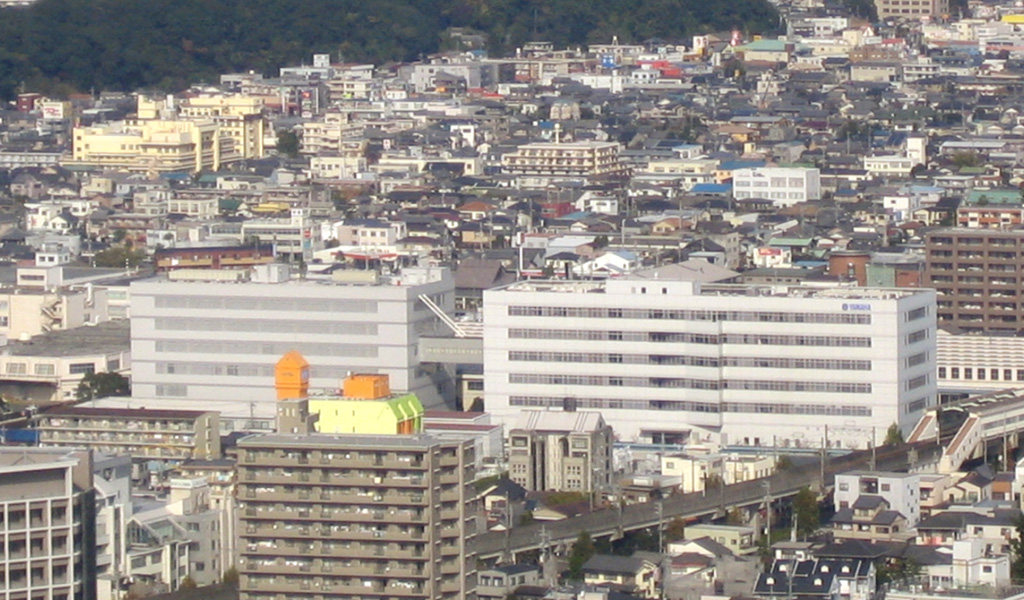
Le siège de Yamaha, à Hamamatsu.

Sous le nom de manufacture Yamaha fûkin (山葉風琴製造所, Yamaha fûkin seizōsho, manufacture d'orgues Yamaha), elle a été fondée en 1889 par Torakusa Yamaha à Hamamatsu dans la préfecture de Shizuoka, au Japon. Torakusu Yamaha, horloger et mécanicien, avait remporté en 1887 un franc succès en réparant l'harmonium  d'une des écoles de la ville. L'entreprise fabrique cette année-là 250 instruments[réf. souhaitée]. En 1891, elle est renommée manufacture Yamaha gakki (山葉楽器製造所, Yamaha gakki seizōsho, manufacture d'instruments de musique Yamaha) dans le but de se lancer dans la fabrication d'autres instruments, puis en 1897, la manufacture devient une société par actions baptisée Nippon gakki seizō (日本楽器製造株式会社, Nippon gakki seizō kabushiki gaisha).
En 1900, Yamaha revient des États-Unis après une année passée à apprendre le métier de facteur de pianos. L'entreprise se met alors à vendre ses premiers pianos droits et, deux ans plus tard, des pianos à queue. Forte de ce succès, elle continue donc de se diversifier en fabriquant d'autres instruments : harmonicas, xylophones, etc. Torakusu Yamaha, meurt à Tokyo le 8 août 1916, à l'âge de 64 ans.
En 1930, la Nippon Gakki crée son propre laboratoire d'acoustique. Durant la Seconde Guerre mondiale, l'entreprise est forcée de fabriquer des hélices d'avions et de 1944 à 1947 elle ne produira plus aucun instrument. Après la guerre, la croissance économique est importante, la société planche sur différents produits lui permettant de se diversifier (machine à coudre, automobile, etc.).
En 1955, Nippon Gakki est rebaptisée « Yamaha » en l'honneur de son fondateur et lance sa première motocyclette, l'YA-1.
Entre 1983 et 1986, Yamaha accroît son actionnariat dans MBK industrie, s'en rendant propriétaire.
En octobre 1987, Yamaha rachète le fabricant de batteries et percussions anglais Premier Percussion Limited, et le revend en février 1995.
Yamaha achète Korg en 1989, qui en 1993 redeviendra une société complètement indépendante en rachetant les parts de Yamaha.
Yamaha achète Steinberg en 2004.
En 2001, lors de la création de Yamaha Motor Corporation, l'activité motos et moteurs se sépare. Cette scission se fait par échange d'actions avec Toyota.
En 2003, Yamaha crée le premier système audio multiroom au monde avec le MCX-1000. Pour la première fois, un système audio pouvait diffuser de la musique vers plusieurs récepteurs sans fil dans différentes pièces, offrant une expérience audio synchronisée à travers toute la maison.
En 2004, Yamaha a introduit la YSP-1 (Yamaha Sound Projector 1), qui est souvent créditée comme la première véritable barre de son moderne. La YSP-1 utilisait une technique de projection sonore pour créer une expérience surround à partir d'un seul appareil, ce qui était révolutionnaire à l'époque. La technique derrière la YSP-1 utilisait plusieurs petits haut-parleurs et des algorithmes de traitement du signal numérique pour diriger les sons dans différentes directions, créant ainsi l'illusion de haut-parleurs placés autour de la pièce.
En 2008, Yamaha rachète le fabricant autrichien de pianos Bösendorfer pour quinze millions d'euros.
En 2008, Yamaha rachète le fabricant français de systèmes de sonorisation professionnels NEXO.
En 2014, Yamaha rachète le fabricant américain d’effets pour guitares Line 6.
En 2023, Yamaha crée son premier ampli casque : le HA-L7A. Cette innovation pour la marque va de pair avec son nouveau casque sorti la même année : le YH-5000SE, un casque que Yamaha a mis des années à développer pour sortir un produit incomparable. C'est leur bijou de technologie.
En juin 2024 éclate au Japon un scandale des certifications frauduleuses de véhicules. Il concerne Toyota, Honda, Mazda, Yamaha et Suzuki, et touche un total de 38 modèles. Toyota est contraint de suspendre la production de trois de ses voitures, Mazda de deux, et Yamaha d’un. Les modèles concernés chez Suzuki et Honda ne sont plus en construction, ce qui leur a permis d’éviter l’arrêt de leur chaîne de production.
Le logo de la marque, qui représente trois diapasons entrecroisés, rappelle les débuts de cette entreprise qui aujourd'hui est l'un des deux plus grands fabricants de pianos au monde, environ 130 000 unités par an.

## Actionnaires
| Nom                               | Actions    | %    |
| Nomura Asset Management           | 14 474 900 | 7,56 |
| Yamaha Corporation (autocontrôle) | 13 198 760 | 6,89 |
| Yamaha Motor                      | 10 326 000 | 5,39 |
| The Shizuoka Bank                 | 7 525 455  | 3,93 |
| MS&AD Insurance Group             | 7 486 000  | 3,91 |
| Sumitomo Life Insurance           | 7 300 000  | 3,81 |
| Nikko Asset Management            | 6 817 800  | 3,56 |
| Asset Management One Co.          | 6 649 900  | 3,47 |
| Mizuho Financial Group            | 5 958 000  | 3,11 |
| Sumitomo Mitsui Trust             | 5 879 600  | 3,07 |

## Identité visuelle

Ancien logo.
Yamaha Music